# Administración especializada
Son entidades que prestan servicios especializados de manera pública, siempre y cuando no se dediquen a los intereses generales de los ciudadanos de una localidad, territorio o del Estado en general.

## Forma jurídica
Dependiendo de la forma jurídica pueden ser:
- Organismos autónomos dependientes de alguna administración. A los cuales se les encomienda las actividades de fomento. Se fundamentan en el Derecho privado.

- Empresas públicas. No dependientes de una Administración Pública. Se fundamenta en el Derecho civil y en el Derecho mercantil.

Una de las primeras decisiones a adoptar por el promotor o promotores de una nueva empresa, una vez estudiado el Plan de Negocio y analizada su viabilidad, es la elección de la forma jurídica a adoptar (autónomo, sociedad civil, limitada, anónima...). A continuación dispones de un cuadro comparativo con las principales formas jurídicas y algunos de los datos a tener en cuenta al hacer la elección.
La forma jurídica para la propuesta en marcha de una nueva empresa debe ser objeto de un deteniendo estudio, a fin de elegir aquellas la cual se adapte a las características del proyecto a desarrollar.
Cada proyecto empresarial presentara unas características propias que requerirán su estudio particular. No obstante, se pueden citar algunos aspectos generales a tener encuentra en el momento de efectuar la elección:
-Tipo de actividad a ejercerla a actividad que valla a desarrollar la empresa .De la forma jurídica en aquellos casos en que en el normativa aplicable se establece una forma concreta.
-Número de promotores: el número de personas que intervengan en el lanzamiento de una nueva empresa también puede condicionar la elección. Así, cuando sean varios los promotores lo aconsejable será constituir una comunidad de bienes o una sociedad  .